# Izu

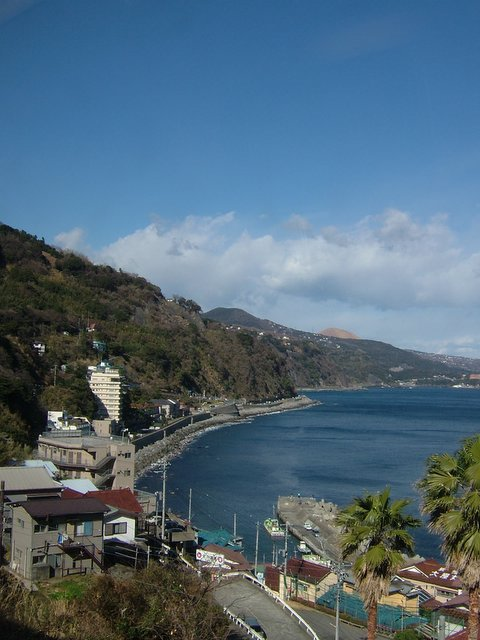
Izu

Izu (伊豆市 Izu-shi?) este un municipiu din Japonia, prefectura Shizuoka.